# Breaking the Habit (Film)
Breaking the Habit (deutsch Mit der Gewohnheit brechen/Eine Angewohnheit ablegen) ist ein US-amerikanischer Dokumentar-Kurzfilm aus dem Jahr 1964, der von Henry Jacobs und John Korty produziert wurde. Beide wurden für und mit dem Film 1965 für einen Oscar in der Kategorie „Bester Dokumentar-Kurzfilm“ nominiert, mussten sich jedoch der Guggenheim-Produktion Nine from Little Rock geschlagen geben.

## Inhalt
Im Film geht es um diverse Versuche, mit dem Rauchen aufzuhören. So diskutieren unter anderem zwei Männer darüber, welche Vorteile es mit sich bringt, das Rauchen einzustellen, während sie allerdings selbst jeweils an einer Zigarette ziehen. Thematisiert wird auch, dass Lungenkrebs oftmals im Zusammenhang mit starkem Rauchen steht.

## Produktion, Hintergrund
Der Film wurde mit der Unterstützung der American Cancer Society von der Produktionsfirma Korty-Filme erstellt. Vertrieben wurde er von Modern Talking Picture Service.
John Korty, einen freiberuflich arbeitenden Animator und Filmemacher, verschlug es nach Stinson Beach in Kalifornien, wo es sich ergab, dass er auf den Tonkünstler Henry Jacobs traf. Dieser war gerade damit beschäftigt, den Soundtrack für einen im Entstehen begriffenen Kurzfilm über das Rauchen vorzubereiten. Die Männer taten sich zusammen und Korty begann mit der Arbeit an dem Film mit seiner eigenen Firma Korty Films. Er setzte Cut-Out-Animationen ein, konzipierte die Charaktere, bereitete die Animationsrahmen in seinem Heimstudio vor, um dann den Film mit einem selbstgebauten Kamerastativ zu drehen. 
Der Soundtrack des Films ist im Album The Wide Weird World of Henry Jacobs enthalten.
Der Film wurde unter anderem 1965 auf dem Chicago International Film Festival sowie im darauffolgenden Jahr auf dem Melbourne International Film Festival gezeigt.

## Rezeption

### Kritik
Breaking the Habit wurde In einem Artikel in The Kingston Daily Freeman als Film im halbsurrealistischen Stil beschrieben mit trockenem Dialog und minimalistischem Animationsstil. Weiter hieß es, dass der Film sowohl die Gefahr als auch die grundsätzliche Dummheit des Rauchens offenbare.

### Auszeichnungen
- Auszeichnung mit dem Silberpreis beim San Francisco International Film Festival
- Nominierung für Henry Jacobs und John Korty für den Oscar in der Kategorie „Bester Dokumentar-Kurzfilm“
- Nominierung für John Korty für den Gold Hugo in der Kategorie „Bester Dokumentarfilm“

### Nachwirkung
Das Washington State Office of Superint of Public Instruction nahm Breaking the Habit in seine Liste der vorgeschriebenen Filme auf, die in Schulen gezeigt werden sollen, um vom Rauchen abzuhalten und das Bewusstsein für die dadurch verursachten medizinischen Probleme zu schärfen.